# Estación de Charles Michels
Charles Michels es una estación de la línea 10 del metro de París situada en el XV Distrito, al oeste de la capital.

## Historia
Fue inaugurada el 13 de julio de 1913 bajo el nombre de Beaugrenelle con la llegada de la línea 8, que se convirtió en la actual línea 10 tras la reorganización de varias líneas realizada en 1937.
Finalizada la Segunda Guerra Mundial, y como otras estaciones de la red, fue rebautizada en honor de uno de sus protagonistas, en este Charles Michels que fue un sindicalista y militante comunista, diputado por el XV Distrito de París, fusilado por los alemanes el 22 de octubre de 1941, como otras 47 personas más en represalia por el atentado que había costado la vida al oficial alemán Karl Hotz.

## Descripción
Está compuesta de dos vías y de dos andenes laterales de 75 metros de longitud. 
Es junto a la Estación de Avenue Émile Zola, la única estación de la línea, que debido a su escasa profundad está diseñada con un techo metálico compuesto de tramos semicirculares que sostienen un conjunto de vigas de acero. Las paredes verticales, por su parte, están revestidas de los habituales azulejos blancos biselados del metro parisino, algo poco frecuente en las estaciones de este tipo donde se suele preferir azulejos de mayor tamaño o planos. Hasta el 2009, estos azulejos no eran visibles ya que la estación, siguiendo el estilo Carrossage, estaba forrada por paneles metálicos y molduras. 
Con su renovación la estación se ha dotado también de un atípico sistema de iluminación compuesto por tres elementos. Un primer elemento adherido a la pared de los andenes los ilumina propiamente dicho, otro, situado en las vigas que sostienen el techo difunden su luz principalmente hacia arriba, por último, los inclinados paneles publicitarios disponen de su propia fuente de luz. 
Más habitual, es la tipografía Parisine empleada en la señalización, donde el nombre de la estación aparece en letras blancas sobre un panel metálico de color azul. O los asientos, que son  los modernos Coquille o Smiley, unos asientos en forma de cuenco inclinado para que parte del mismo pueda usarse como respaldo y que poseen un hueco en la base en forma de sonrisa.

## Accesos
La estación dispone de dos accesos:
- Acceso 1: a la altura del n.º 36 de la calle des Entrepreneurs.
- Acceso 2: a la altura del n.º 11 de la plaza Charles-Michels.